# Caja de aire

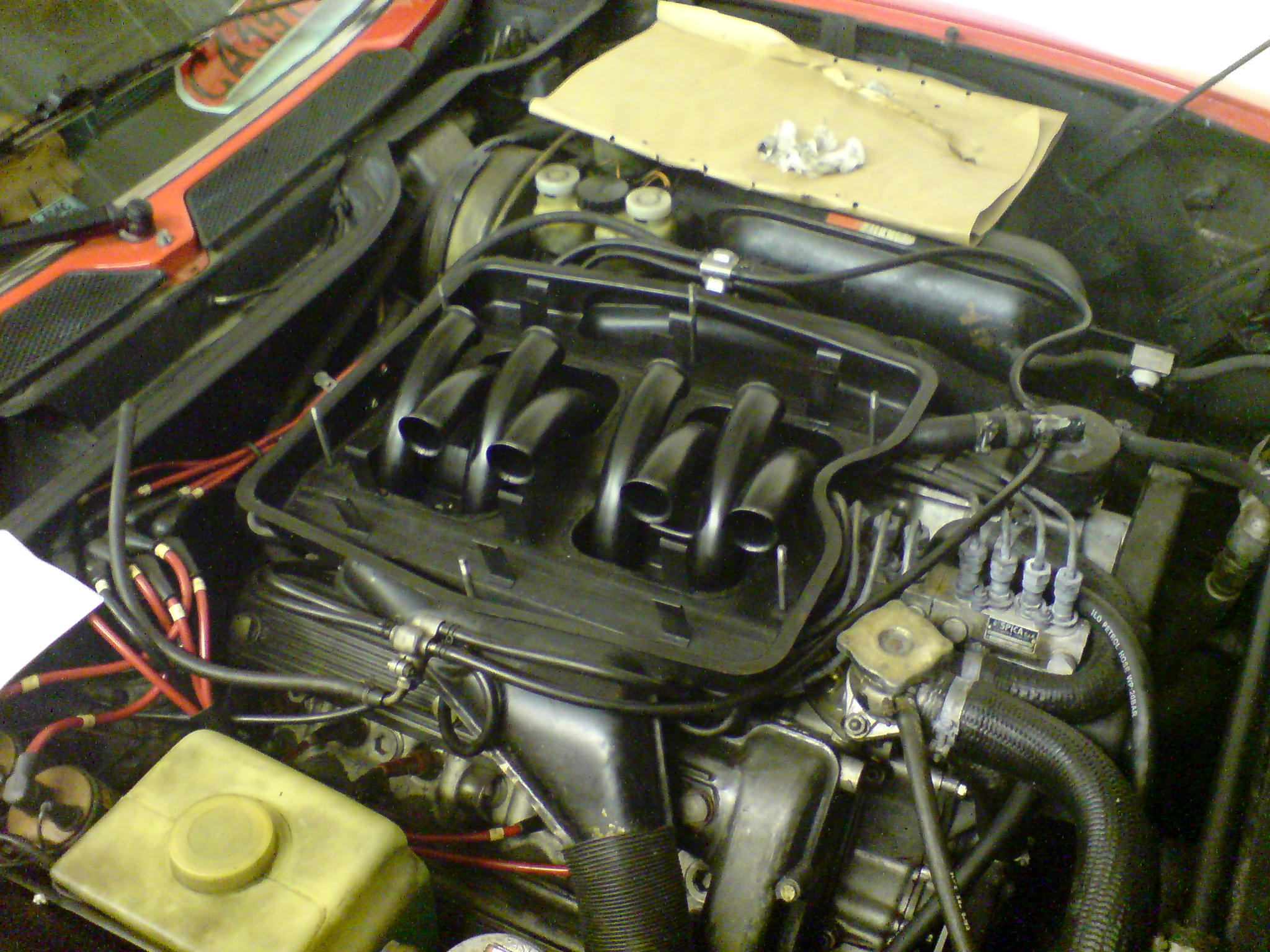
Caja de aire dentro de un Alfa Romeo Montreal.

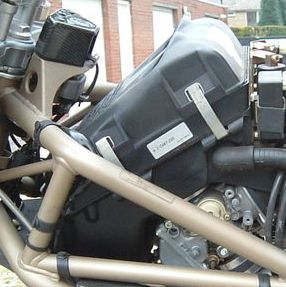
Caja de aire de la motocicleta en un motor V-2.

Una caja de aire es una cámara vacía en la entrada de la mayoría de los motores de combustión. Recoge el aire del exterior y lo alimenta a las mangueras de admisión de cada cilindro.
Los motores más antiguos extrajeron aire directamente de los alrededores en cada carburador individual. En lugar de eso, los motores modernos extraen aire a una caja de aire, que está conectada mediante mangueras individuales a cada carburador o directamente a los puertos de admisión en los motores de inyección de combustible, evitando así un múltiple de admisión adicional.
La caja de aire permite el uso de un filtro de aire en lugar de múltiplos, lo que reduce la complejidad. Los desarrollos que surgen de las preocupaciones sobre los efectos ambientales a fines de la década de 1970 permiten que la caja de aire recoja los gases de la bomba del cárter y la salida de aire del tanque y vuelva a alimentarlos al motor.

## Desarrollos
Desde la década de 1990, los diseñadores de motores también buscaron explotar las propiedades del gas oscilante para mejorar el rendimiento.
Muchas motocicletas de alto rendimiento tienen la caja de aire alimentada por embudos en la parte delantera de la bicicleta, donde una mayor presión hace que entre más aire en la admisión y, por lo tanto, mejora la potencia. Ejemplos de esta construcción de admisión de aire de ariete son los modelos SRAD de la Suzuki GSX-R750, la Kawasaki Ninja ZX-6R o la BMW S1000RR.
En segundo lugar, los diseñadores explotan una propiedad de las cavidades de aire conocida como el absorbente Helmholtz. El flujo a través de la caja de aire es óptimo en su frecuencia de resonancia, que depende del volumen de la caja de aire y del área de entrada y la longitud del tubo respirador. La resonancia se elige típicamente para que sea a una velocidad media donde el par de torsión disminuye, causada por la superposición de la sincronización de la válvula.